# 三星Galaxy A51
三星Galaxy A51是一款由韩国三星电子在2019年12月推出的中阶Android智能手机。
在台灣支援Samsung Pay 悠遊卡